# Fußball-Ostasienmeisterschaft der Frauen 2017
Die sechste Fußball-Ostasienmeisterschaft der Frauen, offiziell EAFF E-1 Football Championship 2017, wurde 2017 in Japan ausgetragen. Vier Mannschaften aus dem ostasiatischen Raum qualifizierten sich für die Endrunde. Davon waren Japan als Gastgeber, Nordkorea als amtierender Sieger und die Volksrepublik China bereits gesetzt. Südkorea konnte sich in einem im November 2016 ausgetragenen Qualifikationsturnier als vierte Mannschaft qualifizieren. In einer ersten Vorqualifikation auf Guam hatte sich hierfür zuvor noch die Gastgeber-Mannschaft gegen Macau und die Nördlichen Marianen durchgesetzt.
Beide Qualifikationsrunden wurden in einer Gruppenphase ausgespielt. Der Sieger qualifizierte sich jeweils für die nächste Runde. Der Ostasienmeister wurde ebenfalls durch Gruppenspiele ermittelt.

## Austragungsort
Die Qualifikationsspiele der ersten Runde wurden im GFA National Training Center in Dededo auf Guam ausgetragen. Die Spiele der zweiten Runde wurden im Hong Kong Football Club Stadium in Hongkong ausgetragen.

## Modus
Jede Mannschaft spielte in der jeweiligen Gruppenphase je einmal gegen jede andere Mannschaft der Gruppe. Ein Sieg wurde mit drei Punkten, ein Unentschieden mit einem Punkt bewertet. Bei zwei oder mehreren punktgleichen Mannschaften entschieden folgende Kriterien:
1. bessere Tordifferenz;
2. höhere Anzahl erzielter Tore;
3. höhere Punktzahl aus den Spielen der punkt- und torgleichen Mannschaften untereinander;
4. bessere Tordifferenz aus diesen Spielen;
5. höhere Anzahl erzielter Tore aus diesen Spielen;
6. Losentscheid.

## Turnier

### Erste Qualifikationsrunde
| Pl. | Land               | Sp. | S | U | N | Tore    | Diff. | Punkte |
| --- | ------------------ | --- | - | - | - | ------- | ----- | ------ |
| 1.  | Guam               | 2   | 2 | 0 | 0 | 010:000 | +10   | 06     |
| 2.  | Macau              | 2   | 0 | 1 | 1 | 000:500 | −5    | 01     |
| 3.  | Nördliche Marianen | 2   | 0 | 1 | 1 | 000:500 | −5    | 01     |

|                            |   |                    |           |
| 29. Juni 2016 um 17:00 Uhr |   |                    |           |
| Guam                       | – | Macau              | 5:0 (4:0) |
| 1. Juli 2016 um 17:00 Uhr  |   |                    |           |
| Macau                      | – | Nördliche Marianen | 0:0       |
| 3. Juli 2016 um 17:00 Uhr  |   |                    |           |
| Guam                       | – | Nördliche Marianen | 5:0 (3:0) |

| Beste Torschützin                              | Wertvollste Spielerin |
| ---------------------------------------------- | --------------------- |
| Samantha Kaufman Paige Surber – jeweils 3 Tore | Samantha Kaufman      |

Guam qualifizierte sich für die zweite Qualifikationsrunde.

### Zweite Qualifikationsrunde
| Pl. | Land              | Sp. | S | U | N | Tore    | Diff. | Punkte |
| --- | ----------------- | --- | - | - | - | ------- | ----- | ------ |
| 1.  | Südkorea          | 3   | 3 | 0 | 0 | 036:000 | +36   | 09     |
| 2.  | Chinesisch Taipeh | 3   | 2 | 0 | 1 | 013:100 | +3    | 06     |
| 3.  | Hongkong          | 3   | 1 | 0 | 2 | 001:190 | −18   | 03     |
| 4.  | Guam              | 3   | 0 | 0 | 3 | 001:220 | −21   | 0      |

|                   |   |                |            |
| 8. November 2016  |   |                |            |
| Guam              | – | Südkorea       | 0:13 (0:6) |
| Hongkong          | – | Chinese Taipei | 0:5 (0:3)  |
| 11. November 2016 |   |                |            |
| Hongkong          | – | Südkorea       | 0:14 (0:5) |
| Chinese Taipei    | – | Guam           | 8:1 (5:1)  |
| 14. November 2016 |   |                |            |
| Hongkong          | – | Guam           | 1:0 (1:0)  |
| Südkorea          | – | Chinese Taipei | 9:0 (4:0)  |

| Beste Torschützin                                      | Wertvollste Spielerin |
| ------------------------------------------------------ | --------------------- |
| Jung Seol-bin Lee Geum-min Lin Ya-han – jeweils 5 Tore | Lee Min-a             |

Südkorea qualifizierte sich für die Endrunde.

### Endrunde
Die Endrunde fand parallel zum Turnier der Männer statt.
| Pl. | Land                | Sp. | S | U | N | Tore    | Diff. | Punkte |
| --- | ------------------- | --- | - | - | - | ------- | ----- | ------ |
| 1.  | Nordkorea           | 3   | 3 | 0 | 0 | 005:000 | +5    | 09     |
| 2.  | Japan               | 3   | 2 | 0 | 1 | 004:400 | ±0    | 06     |
| 3.  | Volksrepublik China | 3   | 1 | 0 | 2 | 003:400 | −1    | 03     |
| 4.  | Südkorea            | 3   | 0 | 0 | 3 | 003:700 | −4    | 0      |

|                                                               |   |           |           |
| 8. Dezember 2017 um 16:10 Uhr in Chiba (Fukuda Denshi Arena)  |   |           |           |
| China                                                         | – | Nordkorea | 0:2 (0:1) |
| 8. Dezember 2017 um 18:55 Uhr in Chiba (Fukuda Denshi Arena)  |   |           |           |
| Japan                                                         | – | Südkorea  | 3:2 (1:1) |
| 11. Dezember 2017 um 16:10 Uhr in Chiba (Fukuda Denshi Arena) |   |           |           |
| Nordkorea                                                     | – | Südkorea  | 1:0 (1:0) |
| 11. Dezember 2017 um 18:55 Uhr in Chiba (Fukuda Denshi Arena) |   |           |           |
| Japan                                                         | – | China     | 1:0 (1:0) |
| 15. Dezember 2017 um 16:10 Uhr in Chiba (Fukuda Denshi Arena) |   |           |           |
| Südkorea                                                      | – | China     | 1:3 (0:2) |
| 15. Dezember 2017 um 18:55 Uhr in Chiba (Fukuda Denshi Arena) |   |           |           |
| Japan                                                         | – | Nordkorea | 0:2 (0:0) |

| Beste Torhüterin | Beste Verteidigerin | Beste Torschützin   | Wertvollste Spielerin |
| ---------------- | ------------------- | ------------------- | --------------------- |
| Kim Myong-sun    | Kim Nam-hui         | Kim Yun-mi – 4 Tore | Kim Yun-mi            |

## Schiedsrichterinnen
- Kate Jacewicz
- Mahsa Ghorbani
- Aye Thein Thein
- Công Thị Dung
- Edita Mirabidova